# Điểm tâm Quảng Đông

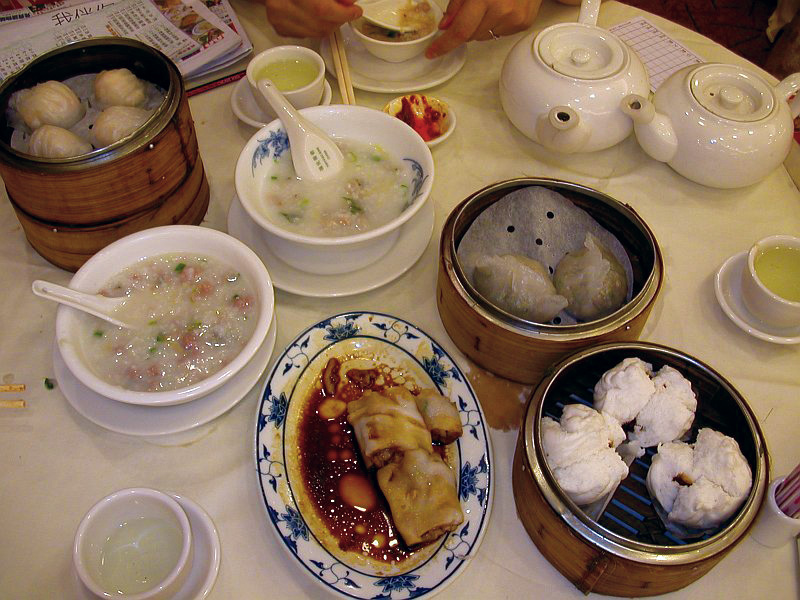
Các món điểm tâm dùng kèm với trà tại Hồng Kông.

Các món Điểm tâm (tiếng Trung: 點心; bính âm: diǎnxīn; Yale Quảng Đông: dímsām) trong ẩm thực Trung Hoa, hay chi tiết hơn là các món Điểm tâm Quảng Đông (còn được viết trong tiếng Anh là dim sum) bao gồm rất nhiều món ăn nhẹ hợp lại và thường phục vụ cho bữa ăn sáng. Tổng cộng trên dưới 100 món khác nhau được chế biến chủ yếu từ nguyên liệu bột gạo, bột mì… và các loại nhân thịt, nhân hải sản được hấp bằng những xửng tre. Các món hấp gồm có há cảo, sủi cảo, bánh bao, bánh bao chỉ, xíu mại, bánh bao xá xíu, bánh hẹ và các món chiên như: bánh khoai môn chiên giòn, bánh cảo cá hồi chiên, các loại chả giò, các loại bánh ngọt, các loại thịt viên, chân gà chưng và cháo.
Những món này cũng đã thịnh hành tại miền Nam Việt Nam từ thập niên 1960, nhất là tại vùng Chợ Lớn, nơi nhiều Hoa kiều cư ngụ.

## Từ nguyên

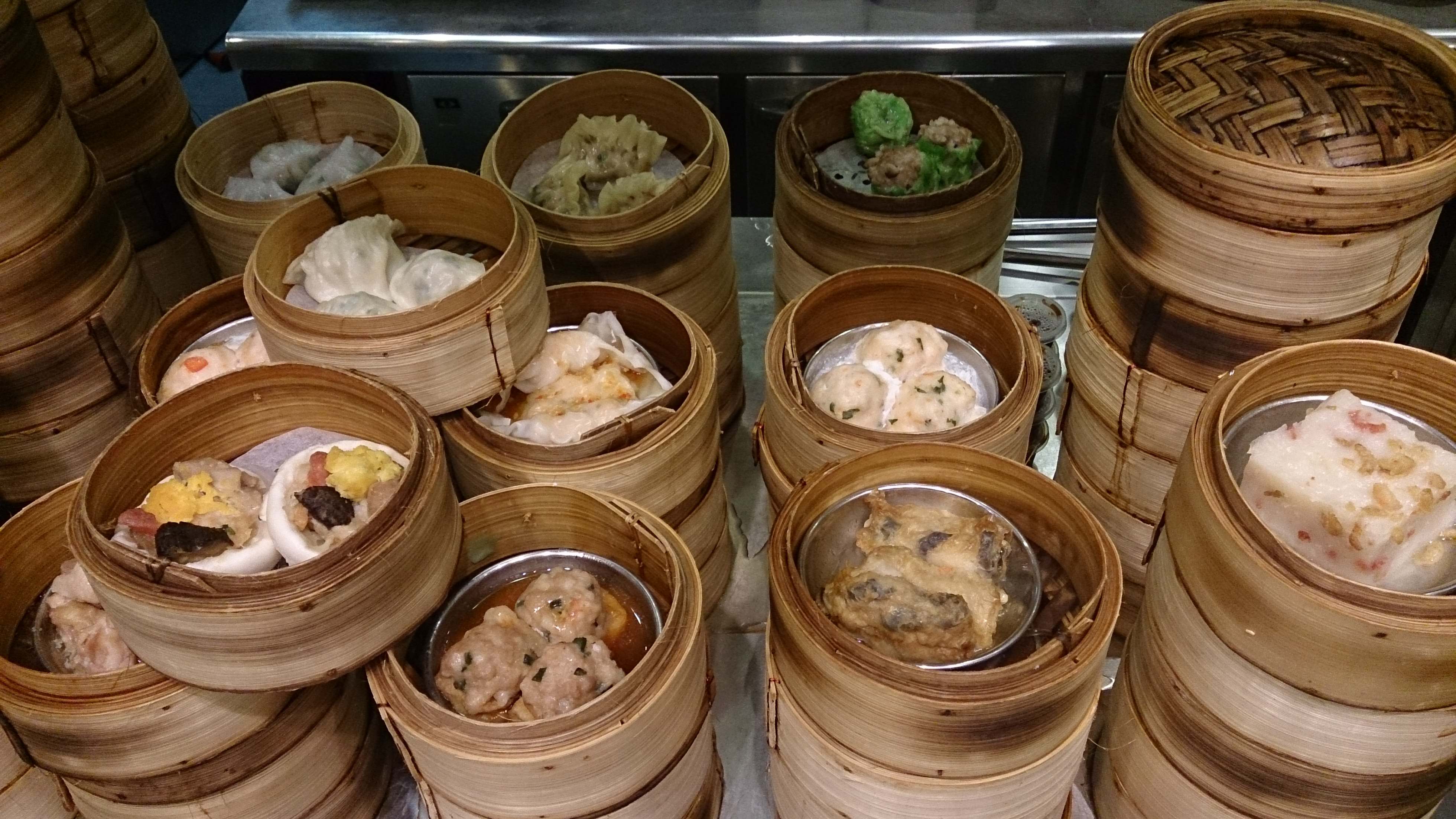
Những xửng hấp điểm tâm với vô vàn món hấp khác nhau

Ý nghĩa ban đầu của thuật ngữ điểm tâm không rõ ràng và được tranh luận.
Một số người tin rằng thuật ngữ này bắt nguồn từ triều đại Đông Tấn (317- 420). Theo truyền thuyết, một vị tướng giấu tên đã ra lệnh cho dân thường làm bánh và gửi chúng ra tiền tuyến, để bày tỏ lòng biết ơn của mình đối với binh lính sau các trận chiến. Lòng biết ơn trong tiếng Trung là 點點 心意 (diǎn diǎn xīnyì, điểm điểm tâm ý), sau này được rút ngắn thành 點心 (dim sum, điểm tâm), trong khi thuật ngữ này đại diện cho các món ăn được chế biến theo cách tương tự. Tuy nhiên, tính chính xác của mô tả trên không được hỗ trợ bởi bất kỳ văn bản lịch sử nào. Một số người cũng tin rằng sự kiện này đã xảy ra vào triều đại Nam Tống (960-1279), rất lâu sau ghi chép lịch sử sớm nhất của thuật ngữ này, do đó mâu thuẫn với quan niệm cho rằng sự kiện này là nguồn gốc của nó.
Bản ghi chép xác định sớm nhất của thuật ngữ này là trong Đường thư (唐書; Táng shū, được viết thời Ngũ đại Thập quốc (907-979), trong đó điểm tâm được sử dụng như một động từ thay cho danh từ. Câu trích dẫn chính xác là "治妝未畢, 我未及餐, 爾且可點心" ("Zhì zhuāng wèi bì, wǒ wèi jí cān, ěr qiě kě diǎnxīn", "trị trang vị tất, ngã vị cập xan, nhĩ thả khả điểm tâm", nghĩa là "Chưa trang điểm xong, ta chưa ăn cơm, ngươi có thể điểm tâm". Trong bối cảnh cụ thể này, mặc dù điểm tâm có nghĩa đen là "chạm nhẹ vào tim", một bản dịch chính xác hơn là "hầu như không lấp đầy (dạ dày) của bạn".
Các văn bản sau này sử dụng thuật ngữ như một danh từ. Chẳng hạn, sách Bắc viên lục (北辕錄; Běi yuán lù) của Chu Huy (周暉), được viết thời Tống) đề cập đến "洗漱冠飾畢, 點心已至" ("Xǐshù guān shì bì, diǎnxīn yǐ zhì", "tẩy thấu quan sức tất, điểm tâm dĩ chí"), có nghĩa là "giặt rửa mũ nón trang sức xong thì điểm tâm". Điểm tâm có thể được hiểu là "đồ ăn nhẹ" trong trích dẫn này.
Nói tóm lại, mặc dù ý nghĩa ban đầu của nó không rõ ràng, thuật ngữ này thường được sử dụng để mô tả các món ăn nhẹ, có nguồn gốc không muộn hơn thời Tống.

## Lịch sử

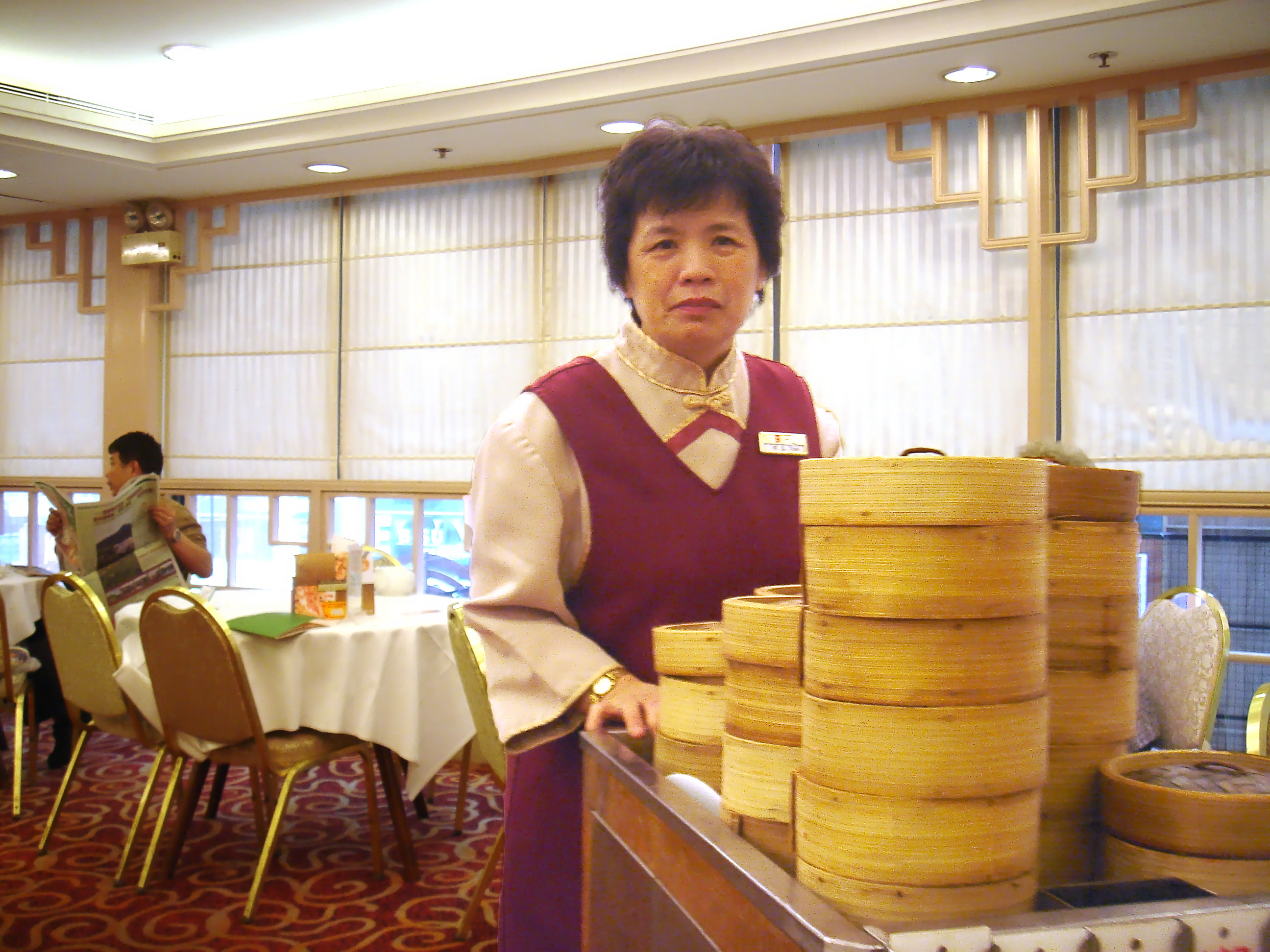
Nhà hàng điểm tâm ở Hồng Kông.

Điểm tâm phát triển, trở thành một nét đẹp của ẩm thực như hiện nay, không thể không kể đến sự đóng góp của người Quảng Đông. Không chỉ thay đổi phần nhân vốn đơn điệu, người dân còn đưa cả nghệ thuật tạo hình, trang trí món ăn, đem đến cho điểm tâm một diện mạo hoàn toàn mới.
Như đã nêu trong phần từ nguyên, thuật ngữ "điểm tâm" có thể được truy nguyên lịch sử tới triều đại nhà Đường và nhà Tống, hoặc thậm chí là triều đại Đông Tấn nếu truyền thuyết là đáng tin cậy.
Tuy nhiên, lịch sử của các món điểm tâm là một vấn đề khác.
Điểm tâm thường gắn với tập quán uống trà (tiếng Trung: 飲茶; tiếng Quảng Đông: yám chàh; bính âm: yǐnchá, Hán-Việt: ẩm trà, nghĩa đen: uống trà). Người ta tin rằng uống trà gắn với các quán trà được lập dọc theo Con đường tơ lụa cổ đại, là nơi để du khách nghỉ ngơi. Mọi người sau đó phát hiện ra rằng trà có thể hỗ trợ tiêu hóa, vì vậy chủ sở hữu phòng trà bắt đầu thêm các món ăn nhẹ khác nhau và điều này cuối cùng đã phát triển thành tập quán ẩm trà hiện đại. Hình thức điểm tâm hiện đại được cho là bắt nguồn từ Quảng Châu (hoặc Quảng Đông) và sau đó truyền về phía nam tới Hồng Kông, những người qua nhiều thế kỷ đã biến ẩm trà từ một thời gian nghỉ ngơi thư giãn thành một trải nghiệm ăn uống chính thức.
Do đó, các món ăn khác nhau của điểm tâm có thể có lịch sử lâu hơn chính thuật ngữ này.

## Văn hóa ẩm thực

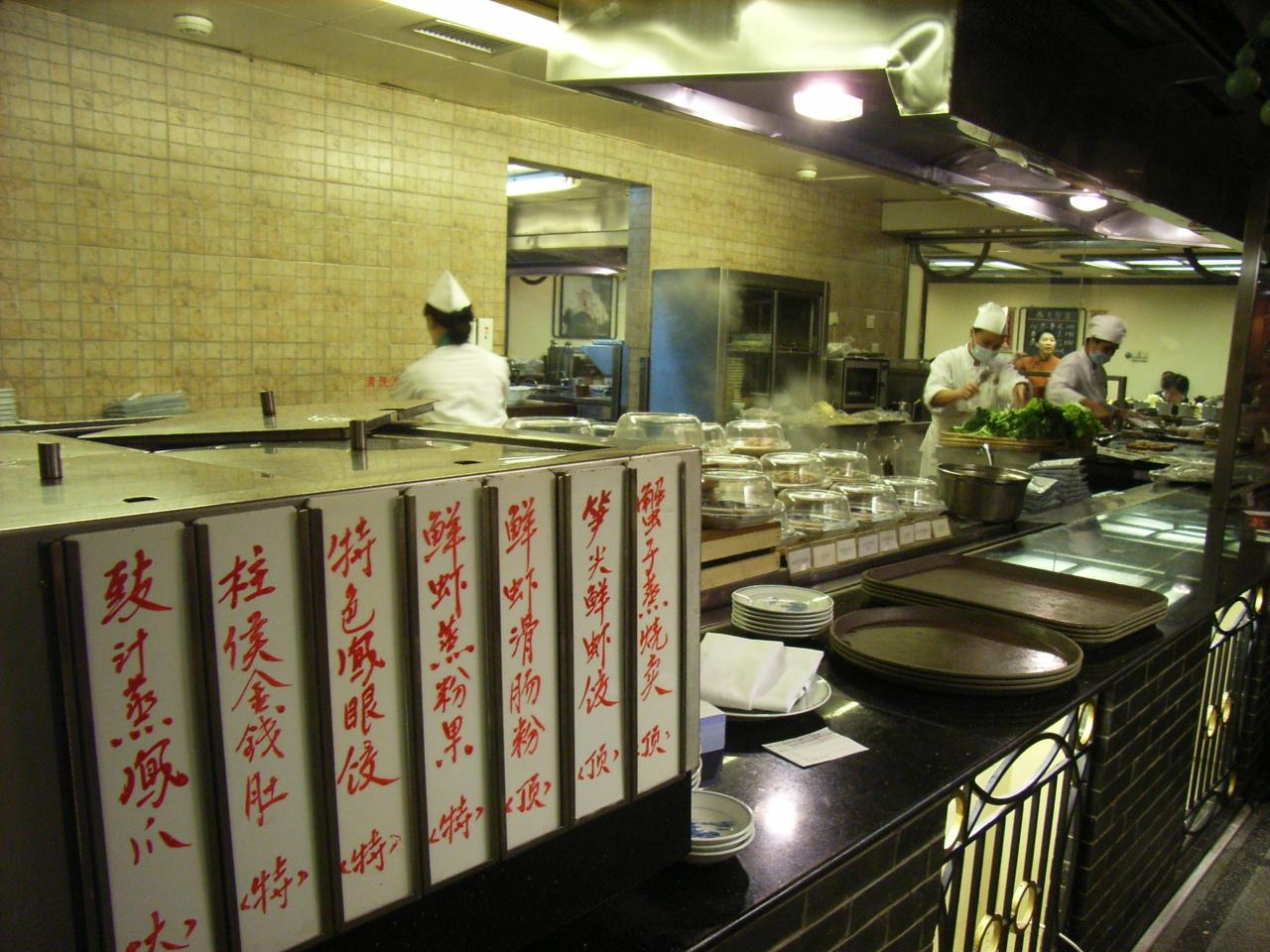
Gian bếp của một nhà hàng điểm tâm ở Trùng Khánh.

Ở các vùng nói tiếng Quảng Đông (như Hồng Kông và Quảng Đông), đôi khi ẩm trà được mô tả là 一盅兩件 (nhất chung lưỡng kiện, nghĩa đen là "một chén hai miếng"), trong đó "chén" dùng để chỉ trà, trong khi "hai miếng" đề cập đến hai miếng điểm tâm có kích thước lớn hơn trong lịch sử và có thể làm một người no miệng. Tuy nhiên, ngày nay, thông thường mọi người sẽ gọi nhiều hơn hai món trong thời gian uống trà.
Nhiều nhà hàng Quảng Đông bắt đầu phục vụ điểm tâm sớm nhất là vào lúc 5 giờ sáng và mỗi nhà hàng sẽ có món điểm tâm đặc trưng riêng. Đó là một truyền thống cho người già tập hợp để ăn điểm tâm sau khi tập thể dục buổi sáng. Đối với nhiều người ở miền nam Trung Quốc, ẩm trà được coi là một ngày nghỉ cuối tuần của gia đình. Nhiều nhà hàng điểm tâm truyền thống thường phục vụ điểm tâm cho đến giữa buổi chiều. Tuy nhiên, trong xã hội hiện đại, việc các nhà hàng phục vụ món điểm tâm vào bữa tối đã trở nên phổ biến; các mặt hàng điểm tâm khác nhau thậm chí được bán dưới dạng mang đi cho sinh viên và nhân viên văn phòng khi đang di chuyển.
Một món điểm tâm truyền thống bao gồm nhiều loại bánh bao khác nhau như cha siu bao (xoa thiêu bao), bánh bao gạo hoặc lúa mì và bánh phở, có chứa một loạt các thành phần, bao gồm thịt bò, thịt gà, thịt lợn, tôm và lựa chọn ăn chay. Nhiều nhà hàng điểm tâm cũng cung cấp đĩa rau xanh hấp, thịt nướng, cháo và các loại súp khác. Món tráng miệng điểm tâm cũng có sẵn và nhiều nơi cung cấp bánh trứng (eggtart) thông thường. Điểm tâm thường được ăn như bữa sáng hoặc bữa nửa buổi.
Điểm tâm có thể được nấu bằng cách hấp và chiên, trong số các phương pháp khác. Các kích cỡ phục vụ thường nhỏ và thường được phục vụ như ba hoặc bốn miếng trong một món ăn. Đó là phong tục để đặt hàng phong cách gia đình, chia sẻ các món ăn giữa tất cả các thành viên của bữa tiệc. Vì những phần nhỏ, mọi người có thể thử nhiều loại thực phẩm.

## Một số món ăn

### Món phổ biến

#### Bánh hấp
- Sủi cảo (tiếng Trung giản thể: 水饺; tiếng Trung phồn thể: 水餃; bính âm: jiǎo zi; tiếng Quảng Đông Yale: gáau, thủy giảo)
- Sủi cảo tôm (蝦餃; xiā jiǎo; hā gáau, hà giảo, há cảo): Bánh bao hấp với nhân tôm.
- Bánh bao Triều Châu (潮州粉粿; cháozhōu fěnguǒ; chìu jāu fán gwó, Triều Châu phấn quả): Bánh bao hấp với đậu phộng, tỏi, hẹ, thịt lợn, tôm khô và nấm Trung Quốc.
- Há cảo hoa hồng (玫瑰煎饺, Hán Việt: Mai côi tiên giáo): Tuy rất đơn giản chỉ gồm vỏ bánh làm bằng bột và nhân, nhưng nó có hình dáng như những bông hồng. Đa số thường chỉ dùng bột nếp và bột gạo. Tuy nhiên cũng có một vài công thức pha trộn thêm bột năng để tạo độ dẻo và mầu trong cho vỏ bánh. Phần nhân gồm tôm, thịt lợn nạc, mộc nhĩ, cà rốt, su hào và tỏi băm.
- Tiểu long bao (小笼包; 小籠包, xiǎolóngbāo; síu lùhng bāau): Bánh bao chứa đầy thịt hoặc hải sản với nước dùng đậm đà bên trong.
- Oa thiếp (鍋貼; guōtiē; wōtip): Bánh há cảo chiên, thường có nhân thịt và bắp cải.
- Xíu mại (烧卖; 燒賣; shāomài; sīu máai, thiêu mại): Bánh bao hấp với thịt lợn và tôm. Thường được phủ lên trên với cua cua và nấm.
- Bánh bao khoai môn (芋角; yù jiǎo; wuh gok, dụ giác, vu giác): Bánh bao chiên giòn làm bằng khoai môn nghiền, nhồi nấm thái hạt lựu, tôm và thịt lợn.
- Haam seui gok (鹹水角; xiánshuǐ jiǎo; hàahm séui gok, hàm thủy giác): Bánh bao chiên giòn với thịt lợn và rau xắt nhỏ. Gói là ngọt và dính, trong khi điền là hơi mặn và mặn.
- Súp bánh bao (灌湯 餃; guàntāng jiǎo; guntōng gáau, quán thang giảo): Súp với một hoặc hai bánh bao lớn.

#### Các món cuốn
- Chả giò (春卷; 春捲; chūnjuǎn; chēun gyún, xuân quyển): Một loại nem rán bao gồm nhiều loại rau thái lát khác nhau (như cà rốt, bắp cải, nấm và nấm mộc nhĩ) và đôi khi là thịt.
- Đậu phụ cuộn bì (腐皮捲 fǔpíjuǎn; fuh pèih gyún, hủ bì quyển): Một cuộn làm bằng tàu hũ ky (bì đậu phụ) chứa đầy thịt và rau thái lát.
- Phở cuốn (腸粉; chángfěn; chéungfán, trường phấn): bánh ướt hấp, cuộn và nhân chứa thịt hoặc rau bên trong nhưng có thể được phục vụ đơn giản. Chất độn phổ biến bao gồm thịt bò, bột chiên, tôm và thịt lợn nướng. Thường được phục vụ với nước tương ngọt.

### Bánh bao
- Xoa thiêu bao (叉燒包; chāshāo bāo; chāsīu bāau): Bánh bao với thịt xá xíu. Chúng có thể được hấp để có màu trắng và mịn hoặc được tráng men và nướng vàng. Các biến thể nướng được gọi là (叉燒 餐; chāshāo cān bāo; chāsīu chāan bāau).
- Bánh bao kim sa (奶黃包; nǎihuáng bāo; náaih wòhng bāau, nãi hoàng bao): Bánh bao hấp với nhân sữa trứng.
- Bánh bao dứa (菠蘿包; bōluó bāo; bōlòh bāau, ba la bao): Một cuộn bánh bao với lớp mặt trên có kết cấu như vỏ dứa, thường có vị ngọt và không chứa dứa.

#### Các món khác
- Bánh củ cải (蘿蔔糕; luóbo gāo; lòh baahk gōu, la bặc cao): bánh pudding làm từ củ cải trắng cắt nhỏ, trộn với các miếng tôm khô, xúc xích Trung Quốc và nấm. Chúng được hấp, sau đó cắt thành lát và áp chảo.
- Bánh khoai môn (芋頭糕; yùtou gāo; wuh táu gōu, dụ đầu cao, vu đầu cao): bánh pudding làm bằng khoai môn.
- Bánh năn ngọt (馬蹄糕; mǎtí gāo; máh tàih gōu, mã đề cao): bánh pudding làm từ năn ngọt (Eleocharis dulcis) giòn. Một số nhà hàng cũng phục vụ một biến thể được làm bằng dịch tre/trúc.
- Bò viên hấp (牛肉丸; niúròu wán; ngàuh yuhk yún, ngưu nhục hoàn): Thịt bò viên hấp được phục vụ trên lớp da mỏng đậu.
- Móng vuốt phượng hoàng (鳳爪; fèngzhuǎ; fuhng jáau, phượng trảo): Chân gà chiên giòn, luộc và sau đó hấp, cùng với đậu thị. Một phiên bản chỉ thuần túy hấp được gọi là "móng vuốt phượng mây trắng" (白雲鳳爪; báiyún fèngzhuǎ; baahk wàhn fuhng jáau, bạch vân phượng trảo).
- Sườn om (排骨; páigǔ; pàaih gwāt, bài cốt): Sườn heo hấp với đậu thị và đôi khi tỏi và ớt.
- Xôi lá sen (糯米雞; nuòmǐ jī; noh lôngh gāi, nhu mễ kê): Gạo nếp bọc trong lá sen. Thông thường chứa lòng đỏ trứng, sò điệp khô, nấm và thịt (thường là thịt lợn và thịt gà). Một biến thể nhẹ hơn được gọi là "gà trân châu" (珍珠雞, zhēnzhū jī; jānjyū gāi, trân châu kê).
- Mực chiên giòn (魷魚鬚; yóuyúxū; yàuh yùh sōu, vưu ngư tu): Tương tự như mực chiên, mực nướng được chiên giòn.
- Cháo (粥; zhōu; jūk, chúc)
- Thịt lợn đốt ngón tay và gừng hầm (薑醋; zhū jiǎo jiāng;): Gừng và giấm đen ngọt xào cùng thịt lợn có kích thước bằng đốt ngón tay
- Súp vi cá mập (碗仔翅; wǎnzǎichì, oản tể sí): miến, ức gà, mộc nhĩ, thịt lợn băm nhỏ, nấu trong nước dùng gà.